# Super Pac-Man (système d'arcade)
Pour le jeu vidéo portant le même nom, voir Super Pac-Man.
Le système d'arcade Super Pac-Man a été créé par la société Namco en 1982.

## Description
Durant la même année de production du Pole Position, Namco propose un système portant le nom de Super Pac-Man.
Le système est assez innovant puisque c'est la première fois qu'un système chez Namco va permettre du scrolling. C'est aussi la première fois qu'un jeu de la série Pac-Man est développé en 3D (isométrique).
Le Super Pac-Man est composé de deux plaques de circuit imprimé, une supportant la partie processeur et l'autre la vidéo. Il délaisse le Z80 pour utiliser un Motorola M6809 pour le cpu central et un autre pour le son (une puce Namco Custom 8 canaux 4-bit WSG est également utilisée). Les contrôles sont gérés par une nouvelle puce supplémentaire Custom I/O controller,.
Phozon est différent des autres jeux et PCB, mais sa cartographie mémoire est identique à tous les autres jeux du système. Mappy une version révisée du matériel du jeu Super Pac-Man (étant le premier jeu parut sur ce système).

## Spécifications techniques

### Processeurs
- Processeur central : Motorola M6809 cadencé à 1,536 MHz

### Affichage
- Résolution : 224 × 288
- Palette de 512 couleurs

### Audio
- Processeur central : Motorola M6809 cadencé à 1,536 MHz
- Puce audio : Namco Custom 8 canaux 4-bit WSG cadencée à 0,024 MHz
- Capacité audio : Mono

## Liste des jeux
| Titre           | Développeur | Éditeur | Système       | Genre | Date |
| --------------- | ----------- | ------- | ------------- | ----- | ---- |
| Dig Dug II      | Namco       | Namco   | Super Pac-Man |       | 1985 |
| Grobda          | Namco       | Namco   | Super Pac-Man |       | 1984 |
| Mappy           | Namco       | Namco   | Super Pac-Man |       | 1983 |
| Motos           | Namco       | Namco   | Super Pac-Man |       | 1985 |
| Pac & Pal       | Namco       | Namco   | Super Pac-Man |       | 1983 |
| Phozon          | Namco       | Namco   | Super Pac-Man |       | 1983 |
| Super Pac-Man   | Namco       | Namco   | Super Pac-Man |       | 1982 |
| Tower of Druaga | Namco       | Namco   | Super Pac-Man |       | 1984 |